# Esmond Bradley Martin
Esmond Bradley Martin (* 17. April 1941 in New York City; † 4. Februar 2018 in Nairobi, Kenia) war ein amerikanisch-kenianischer Tierschützer und Naturschutzaktivist, der für die Erhaltung der Nashörner und gegen den illegalen Handel mit Rhinozeros-Hörnern kämpfte.

## Leben

### Jugend und Ausbildung
Esmond Bradley Martin war der Sohn von Esmond Bradley und Edwina Atwell Martin. Martin studierte Geographie an der Universität Arizona und erhielt im Jahr 1964 einen Bachelor of Science. Im Jahr 1970 wurde ihm der Ph.D. an der Universität Liverpool verliehen.

### Arbeitsleben
Von 1967 bis 1983 arbeitete Martin als wissenschaftlicher Mitarbeiter an der Universität Nairobi und zwischen 1974 und 1975 an der Universität Dar es Salaam. Seit 1978 war er Berater für den WWF und die IUCN.
Seit er in den 1970er-Jahren nach Kenia reiste, war er fasziniert von Elefanten. Es war mitten in der Hochphase der Elefantenjagd, die dazu führte, dass der Bestand der Tiere in den 1980er-Jahren um die Hälfte verringert wurde. Martin schloss sich der Organisation Save the Elephants an. Mit anderen Ermittlern verfasste er ausführliche Berichte über den illegalen Handel.
Später wurde er Sonderbeauftragter der Vereinten Nationen (UNO) für den Schutz von Nashörnern. Er kämpfte für eine Senkung der Nachfrage nach Elfenbein, um den Markt auszutrocknen. Martins Arbeit war ausschlaggebend dafür, das Ausmaß des Elfenbeinhandels in den USA, dem Kongo, Nigeria, Angola und anderen Ländern aufzudecken. 1993 engagierte er sich insbesondere für ein Ende des Handels mit Rhinozeros-Hörnern in China. Er war maßgeblich daran beteiligt, dass China 2017 den Elfenbeinhandel im Land verbot. Seine Recherchen galten vor allem den Schwarzmärkten in Asien als Hauptabnehmer. Als Experte im Handel mit Elfenbein und dem Horn von Nashörnern wurde Martin weltweit bekannt.

### Tod
Martin wurde am 4. Februar 2018 in Nairobi (Kenia) im Alter von 76 Jahren mit einer Stichwunde am Hals tot aufgefunden. Sein Tod löste weltweit große Bestürzung unter Naturschützern aus. Der Mord an Martin war nach Angaben der Zoologischen Gesellschaft Frankfurt bereits der vierte innerhalb von 12 Monaten an einem Umweltschützer.

## Veröffentlichungen (Auswahl)
- History of Malindi: A Geographical Analysis of an East African Coastal Town from the Portuguese Period to the Present. East African Literature Bureau, Nairobi 1973
- Mit Chryssee Perry Martin: Cargoes of the east: The ports, trade, and culture of the Arabian Seas and western Indian Ocean. Elm Tree Books, London 1978
- Zanzibar. Tradition and Revolution. London 1978.
- The International Trade in Rhinoceros Products. Report for the World Wildlife Fund. Gland 1980.
- African Perspectives. An Exchange of Essays on the Economic Geography of nine African States. New York 1981.
- Rhino Exploitation. World Wildlife Fund, Hong Kong 1983, ISBN 978-9627095019.